# Krakovski gozd - Šentjernejsko polje
Krakovski gozd - Šentjernejsko polje este o arie protejată (arie de protecție specială avifaunistică — SPA) din Slovenia întinsă pe o suprafață de 8.348,19 ha, integral pe uscat.

## Localizare
Centrul sitului Krakovski gozd - Šentjernejsko polje este situat la coordonatele 45°52′42″N 15°24′18″E / 45.8783°N 15.405°E.

## Înființare
Situl Krakovski gozd - Šentjernejsko polje a fost declarat arie de protecție specială avifaunistică în aprilie 2004 pentru a proteja 18 specii de animale.

## Biodiversitate
Situată în ecoregiunea continentală, aria protejată nu include niciun habitat protejat.
La baza desemnării sitului se află mai multe specii protejate de  păsări (18): pescăruș albastru (Alcedo atthis), acvilă țipătoare mică (Aquila pomarina), barză albă (Ciconia ciconia), barză neagră (Ciconia nigra), cristeiul de câmp (Crex crex), ciocănitoarea de stejar (Dendrocopos medius), ciocănitoare neagră (Dryocopus martius), presură sură (Emberiza calandra), Falco naumanni, muscar-gulerat (Ficedula albicollis), codalb (Haliaeetus albicilla), sfrâncioc roșiatic (Lanius collurio), sfrânciocul cu frunte neagră (Lanius minor), grelușel-de-zăvoi (Locustella luscinioides), prigoare (Merops apiaster), ciocănitoare verzuie (Picus canus), lăstun de mal (Riparia riparia), huhurezul mic (Strix uralensis).